# Vestslesvig
Vestslesvig, lokalt også Vesteregnen, er den vestlige del af Sønderjylland, 
fra den dansk-tyske grænse og op til det gamle Ribe Amt. Området omfatter bl.a. Tønder, Bredebro, Løgumkloster, Skærbæk og Rømø. Vestslesvig kan også (især historisk) referere til hele det vestlige Slesvig. Det vestlige Sydslesvig omtales i dag mest som Nordfrisland.